# 袁莉 (记者)
袁莉，美籍华裔媒體人，生于中国宁夏回族自治区銀川市，2018年5月加入纽约时报撰写专栏，2022年開辦訪談類播客節目。

## 生平
生于宁夏银川，2002年赴美留学，先后就读于哥伦比亚大学和乔治华盛顿大学，分别获新闻和国际关系硕士学位。曾任新华社驻北京国际新闻编辑，并在泰国曼谷、老挝和阿富汗喀布尔任驻外记者。
2004年移民美國加入华尔街日报，曾任該報专栏作家及记者。2008年返回中国任該報中文网主编，常驻北京。2018年5月起任纽约时报记者，常驻香港，撰文涉及中国审查制度、中美间新兴技术冷战、中国人工智能發展及#MeToo运动等。2020年，中国驱逐大部分的纽约时报记者，袁莉也因此被迫離開中国。2022年中開辦『不明白播客』，就中国政治、經濟、文化發展實情等進行訪談。